# Licht-Bilder H. Beaufort'sche Schlossgärten Petschau
Licht-Bilder H. Beaufort'sche Schlossgärten Petschau (česky: Fotografie vévodských zámeckých zahrad v Bečově) je fotografické album, které dokumentuje stav zámeckých zahrad v Bečově nad Teplou před druhou světovou válkou. Album je uchováváno ve Státním oblastním archivu v Plzni (pracoviště Klášter, fond: Rodinný archiv Beaufort-Spontin, Bečov, 1244 – 1944). Jedná se o dokumentaci významného díla zahradníka Johanna Koditka.
Album obsahuje 19 albových listů, na kterých je 89 fotografií, 23 pohlednic a 3 plánky.
Fotografie dokumentují několik témat:
- bývalé Beaufortské alpinum v Bečově nad Teplou (německy Teichgarten, dnes Bečovská botanická zahrada) - fotografie jednotlivých stromů, keřů, rostlin a celků z let 1930-1938 (listy 1 - 11)
- návštěvy v tomto alpinu z let 1930-1938 (listy 15 - 16)
- plánky částí této zahrady (listy 11, 12 a 14)
- zahrady pod hradem a zámkem Bečov nad Teplou - fotografie a pohlednice z let 1906 – 1938, zvláště zajímavé jsou fotografie dokumentující vývoj tzv. Pivovarské terasy (listy 12 a 13)
- fotografie pedagogických modelů Johanna Koditka o správné údržbě ovocných stromů (listy 17 a 18)
- barevné pohlednice rostlin a zahrad, které patrně měly podobné exempláře i ve svých sbírkách (list 19)

## Listy alba

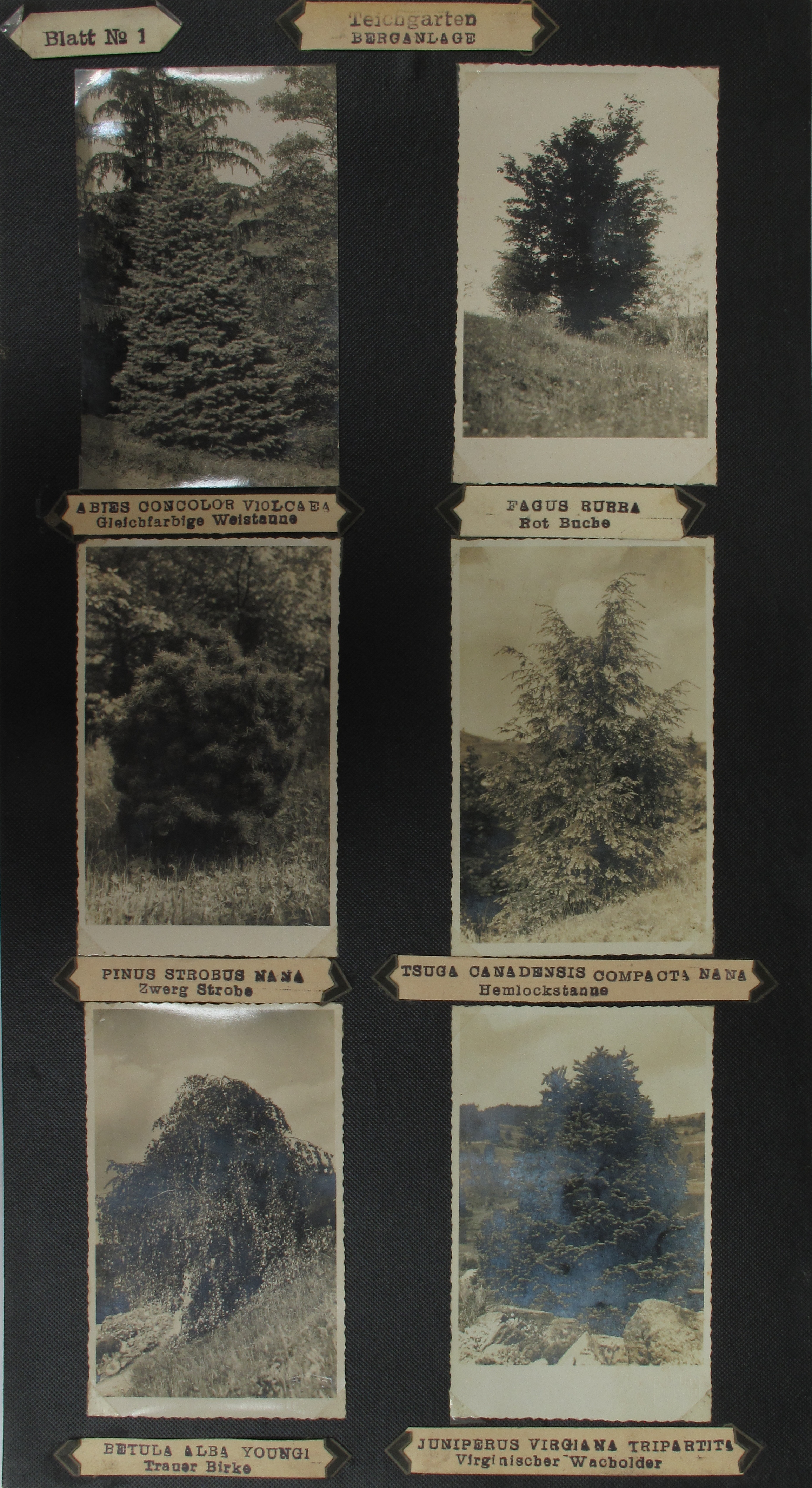
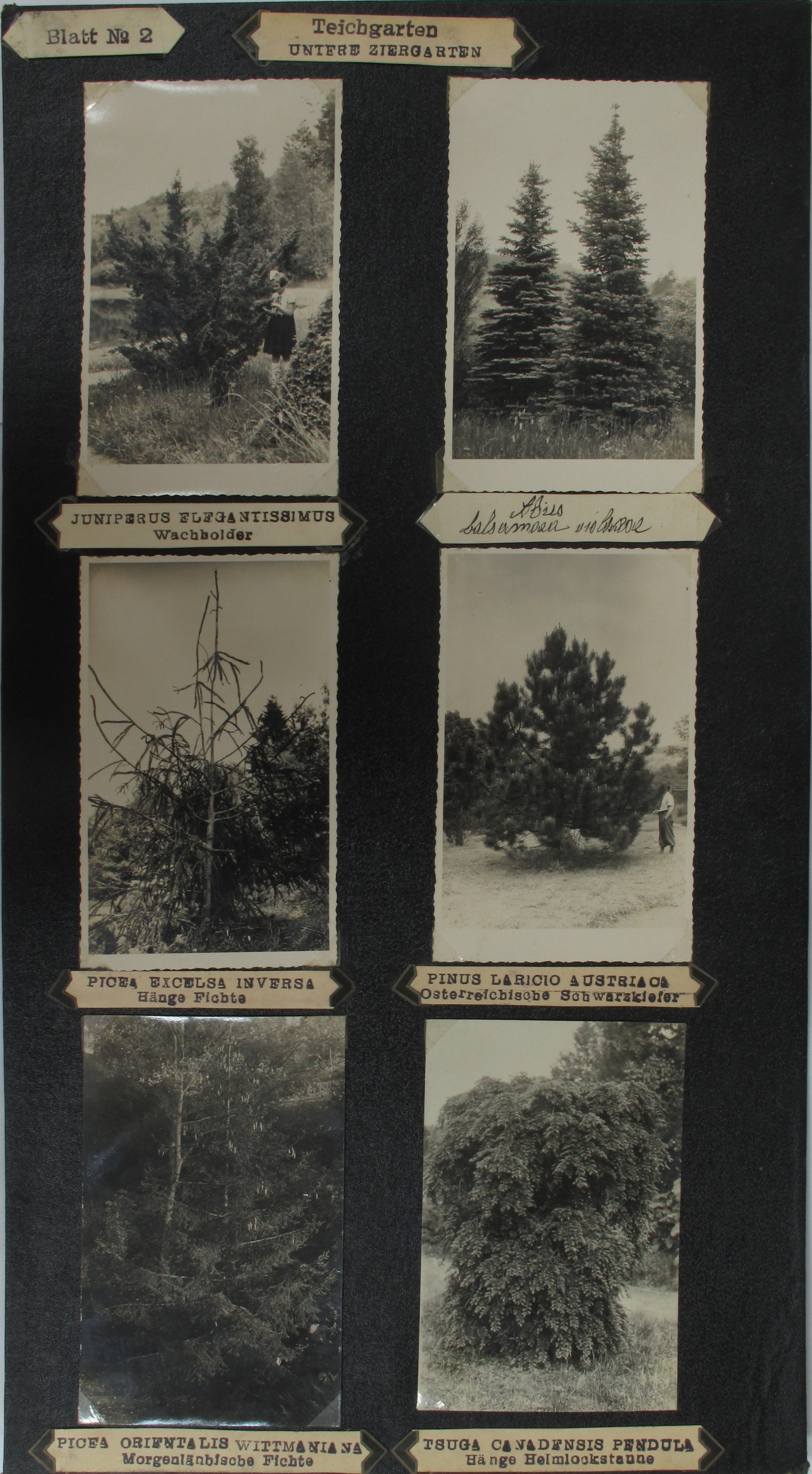
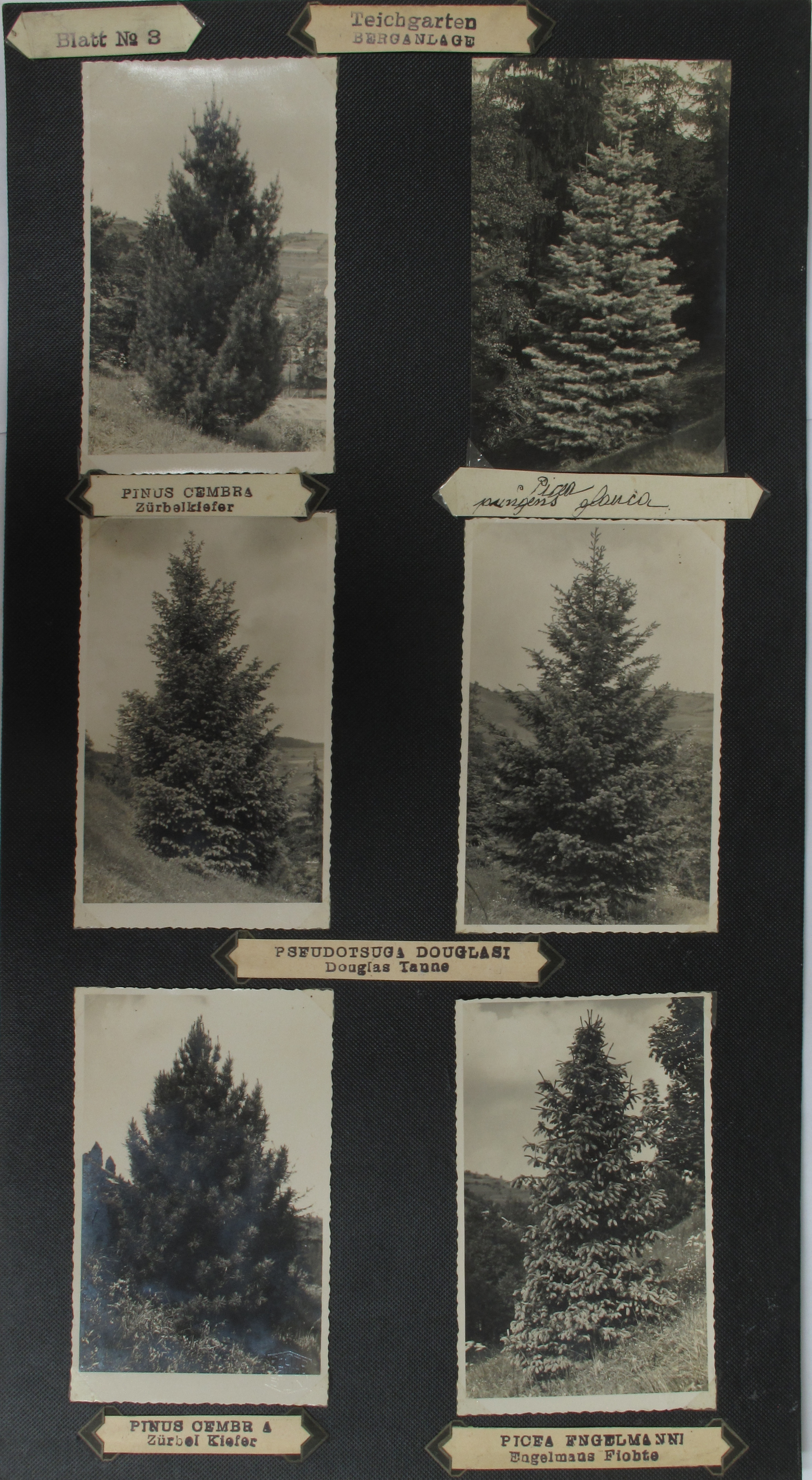
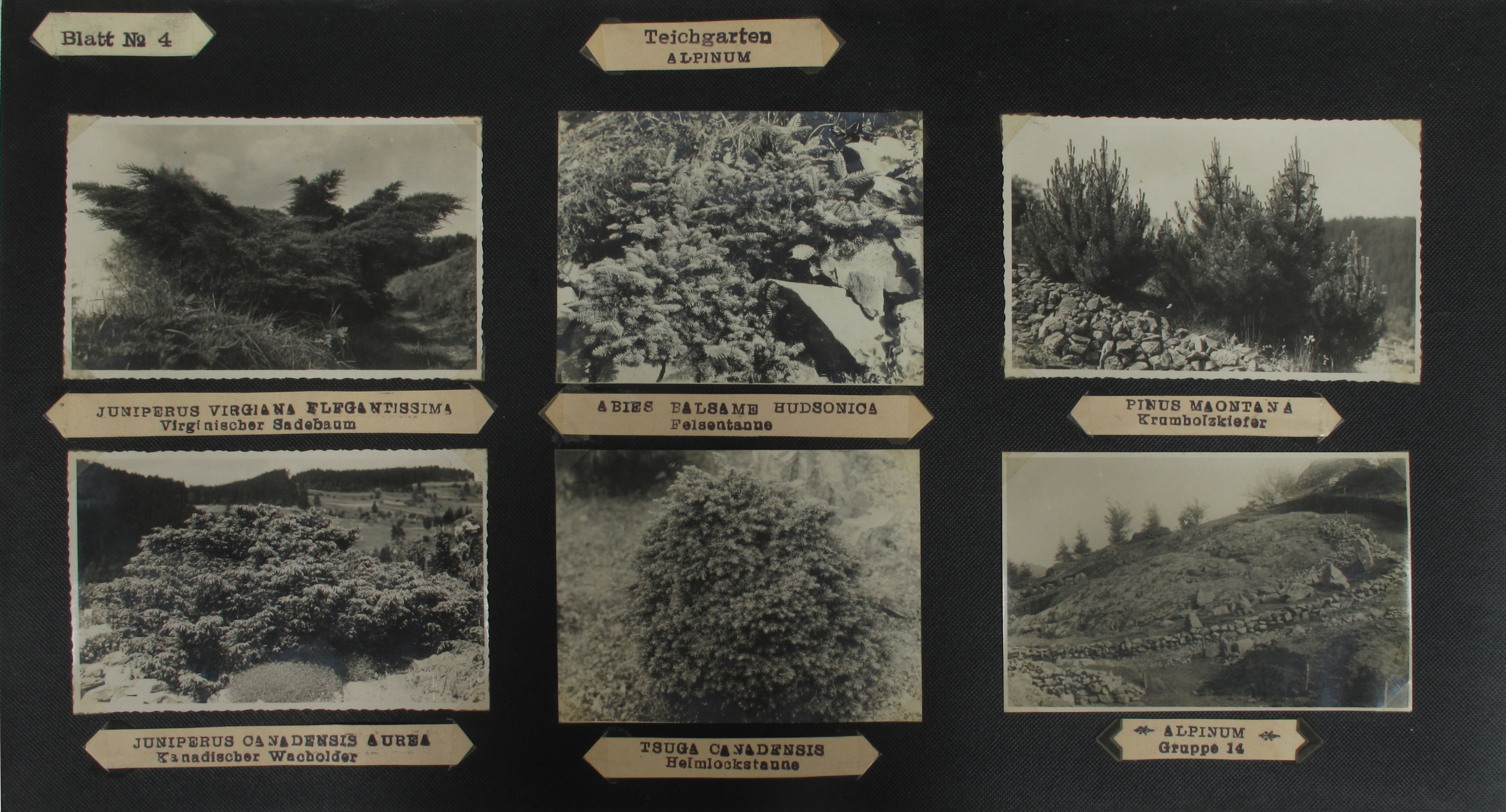
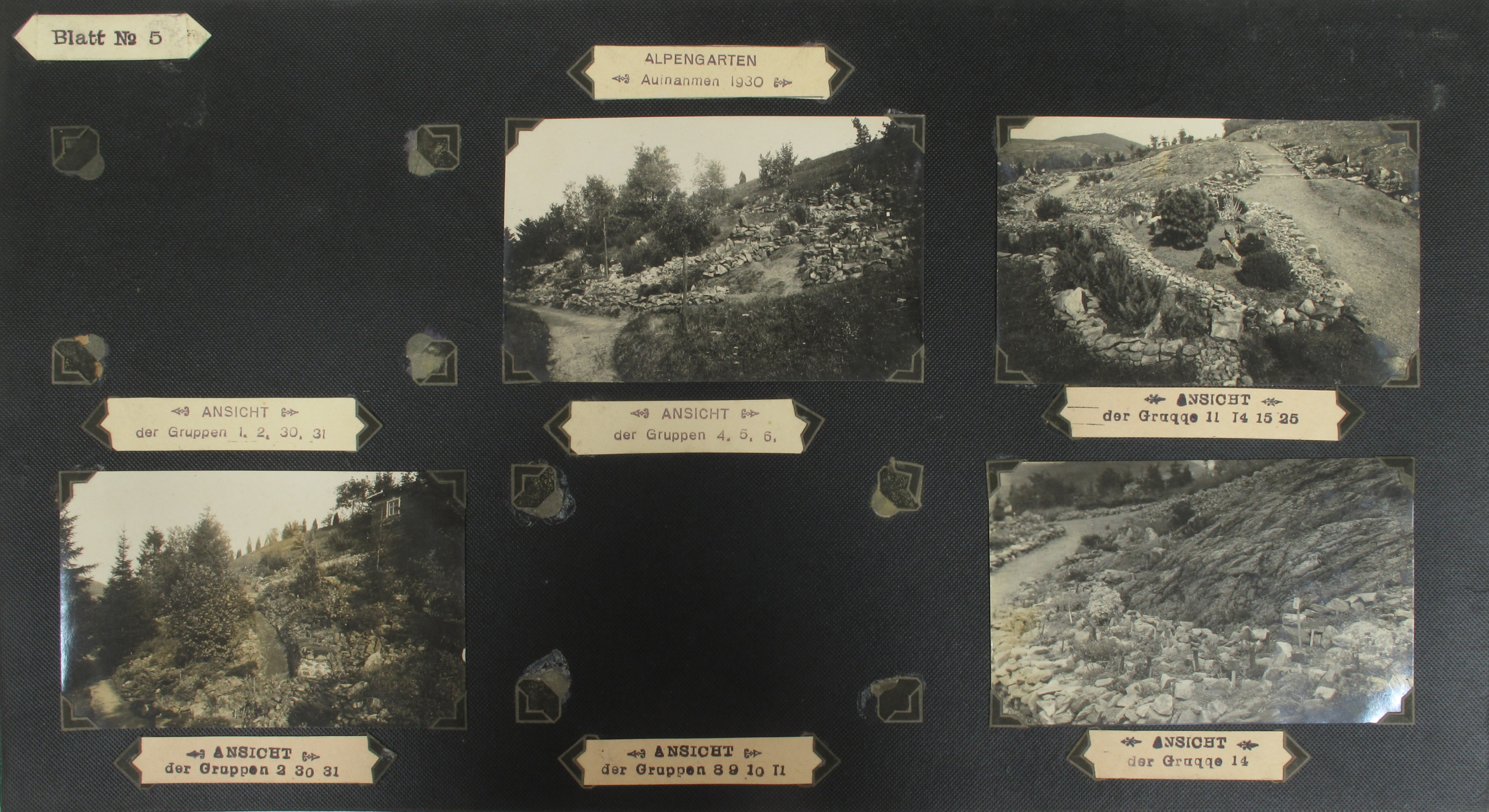
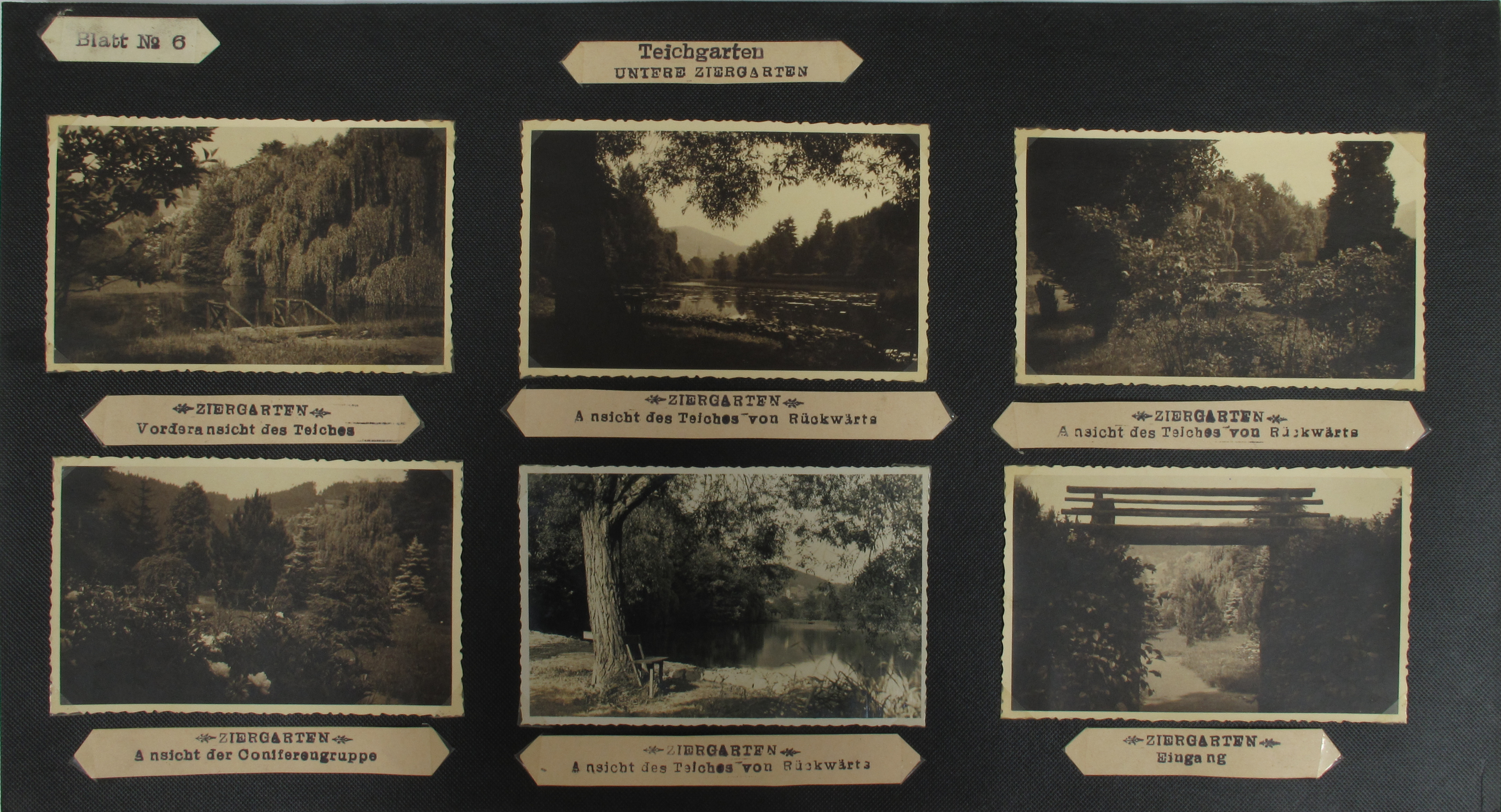
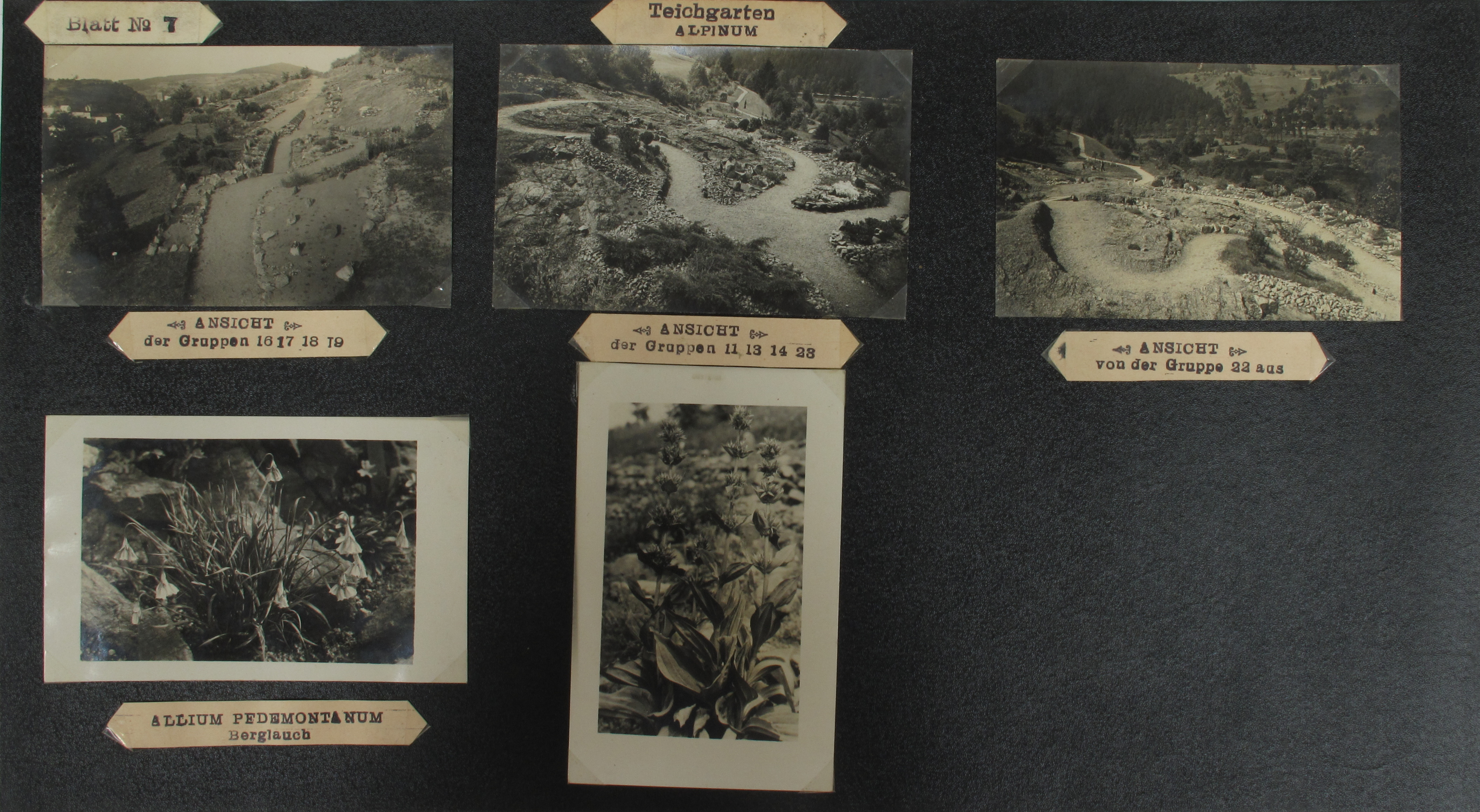
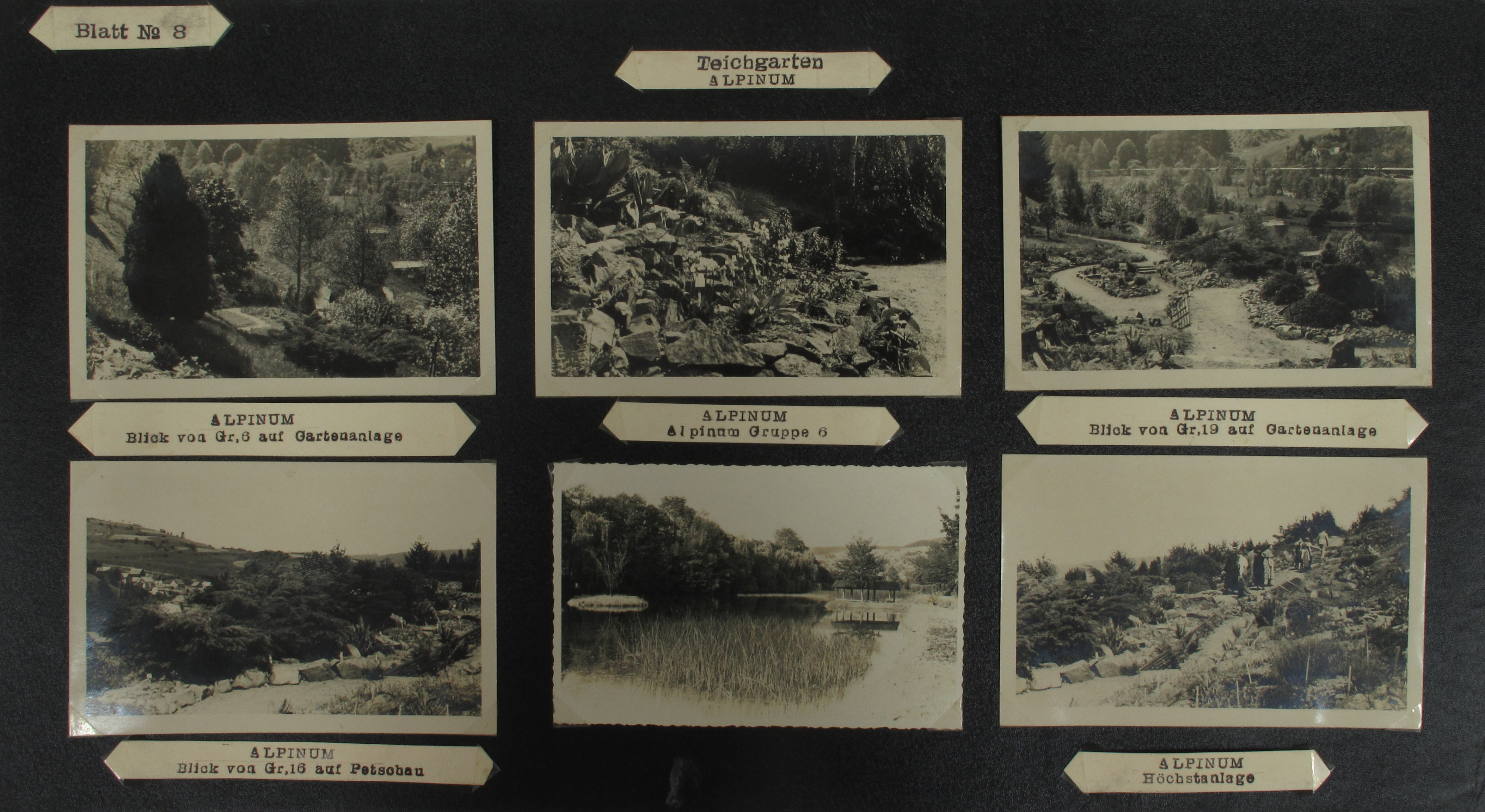
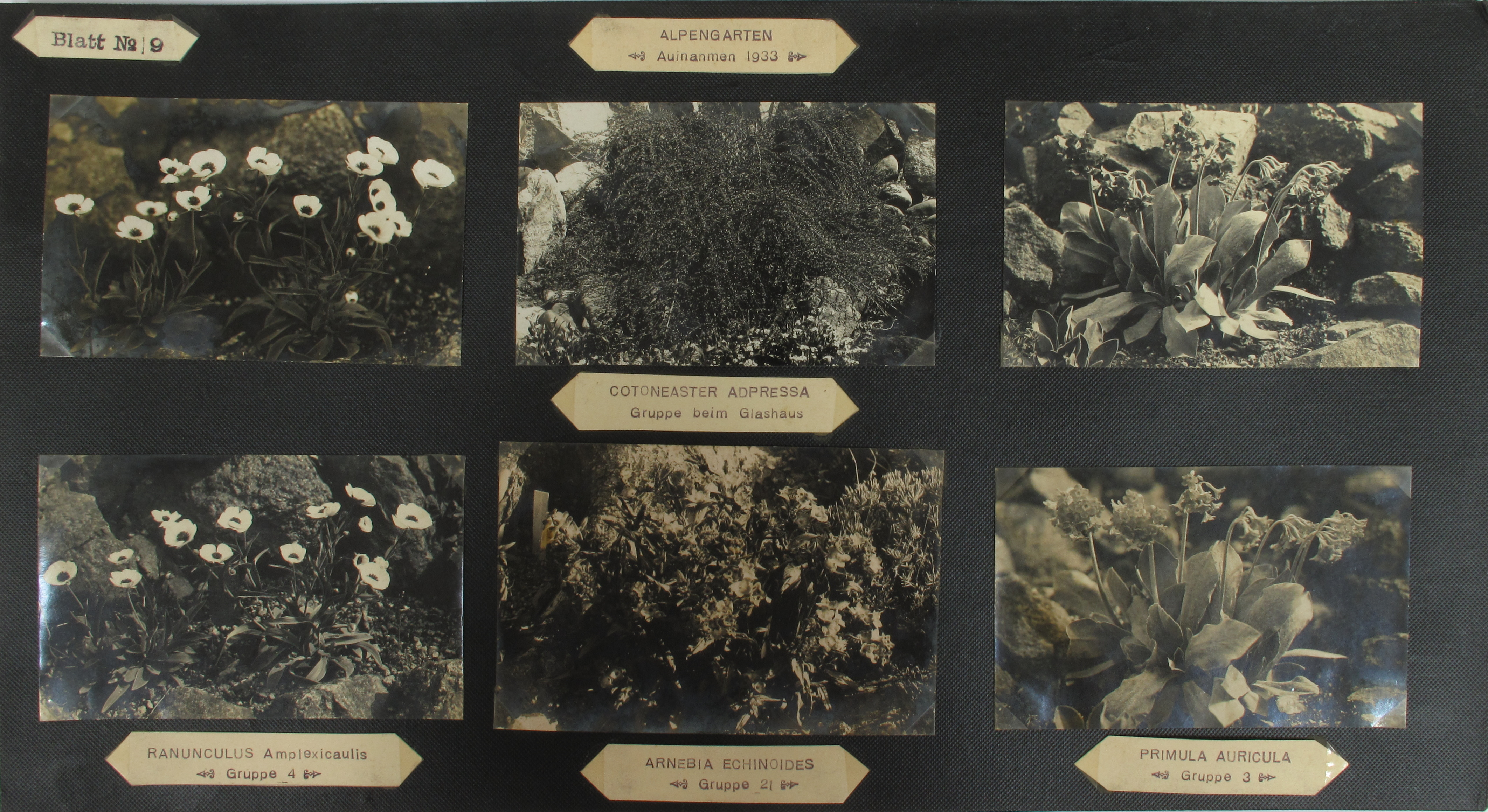
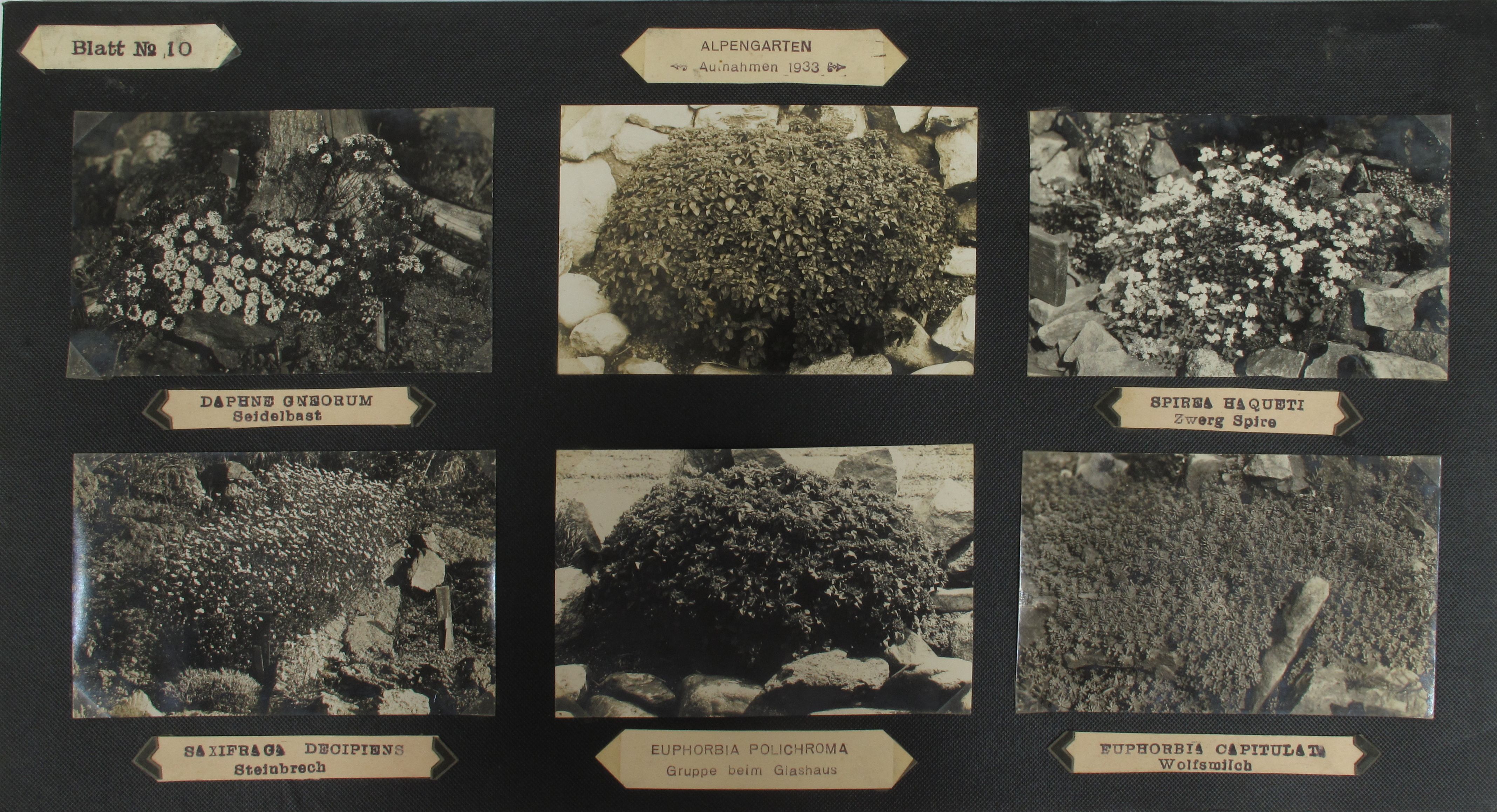
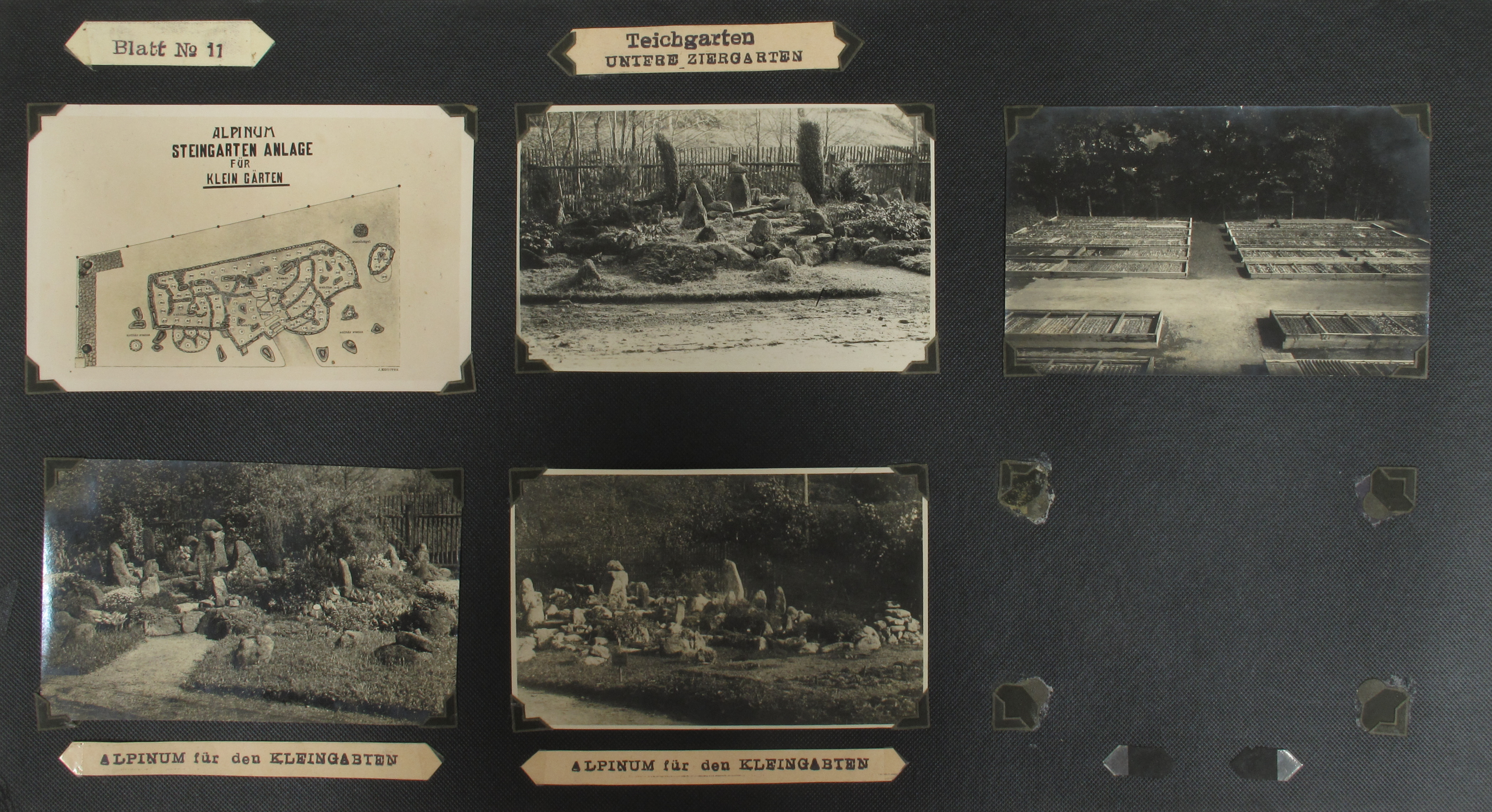
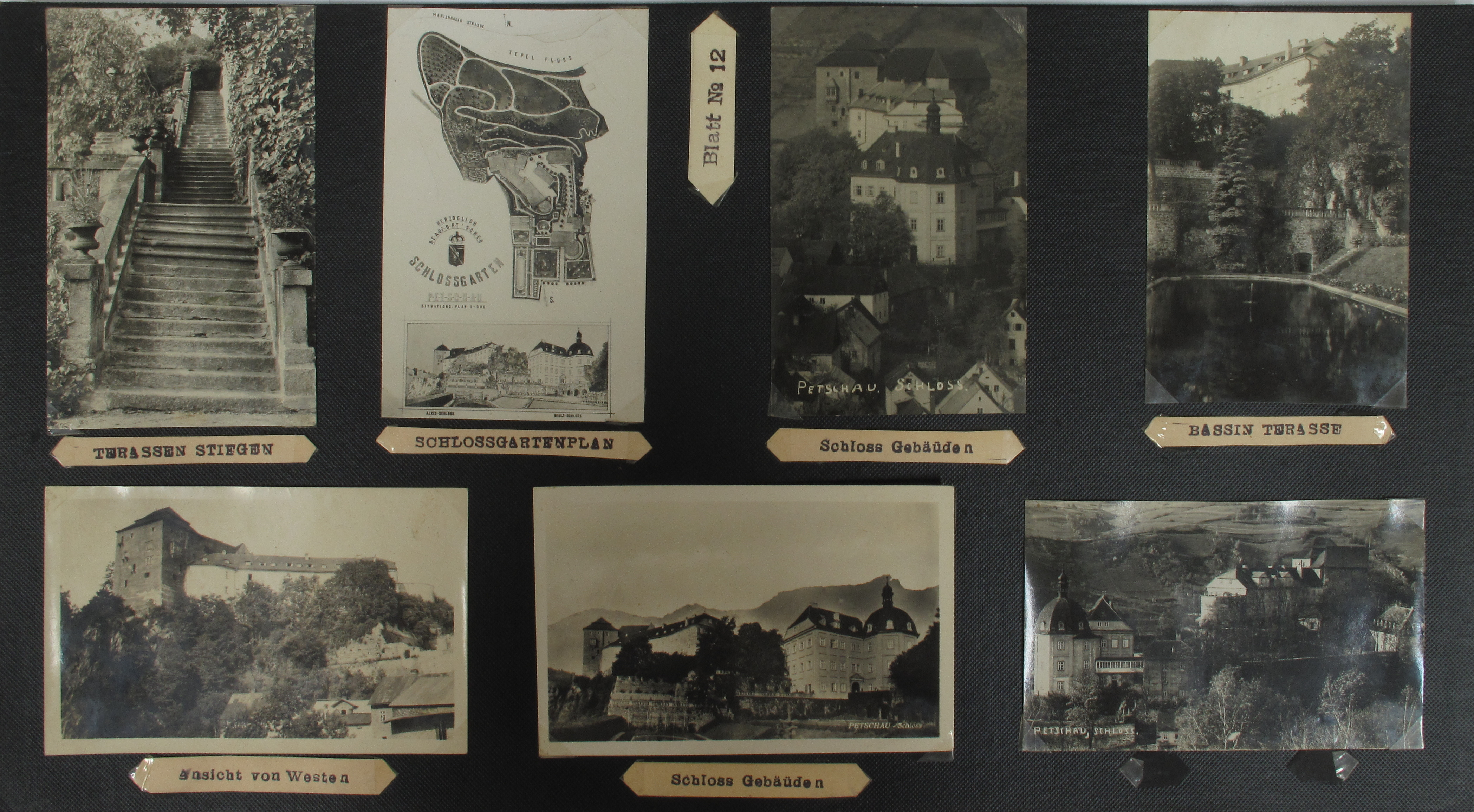
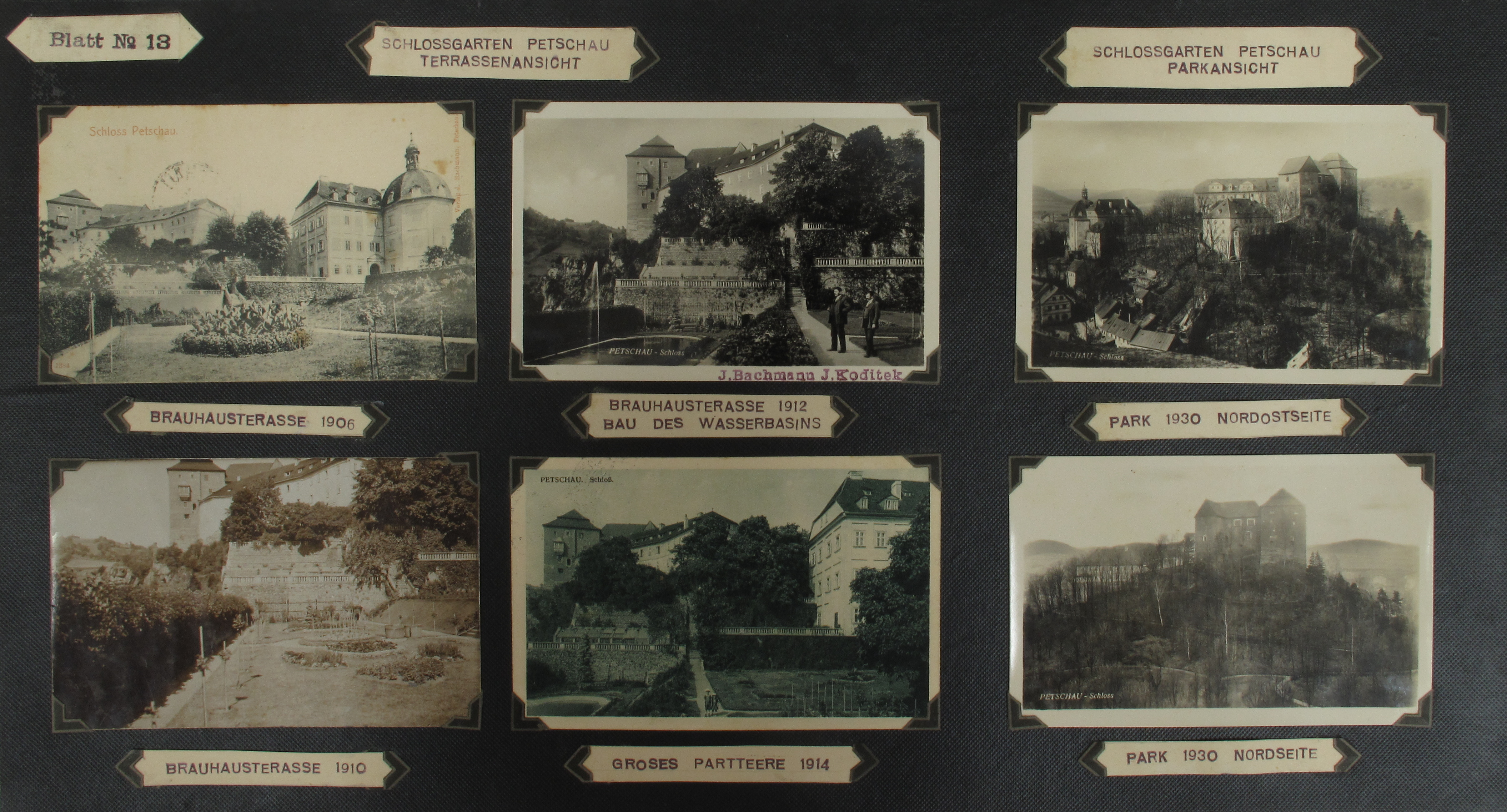
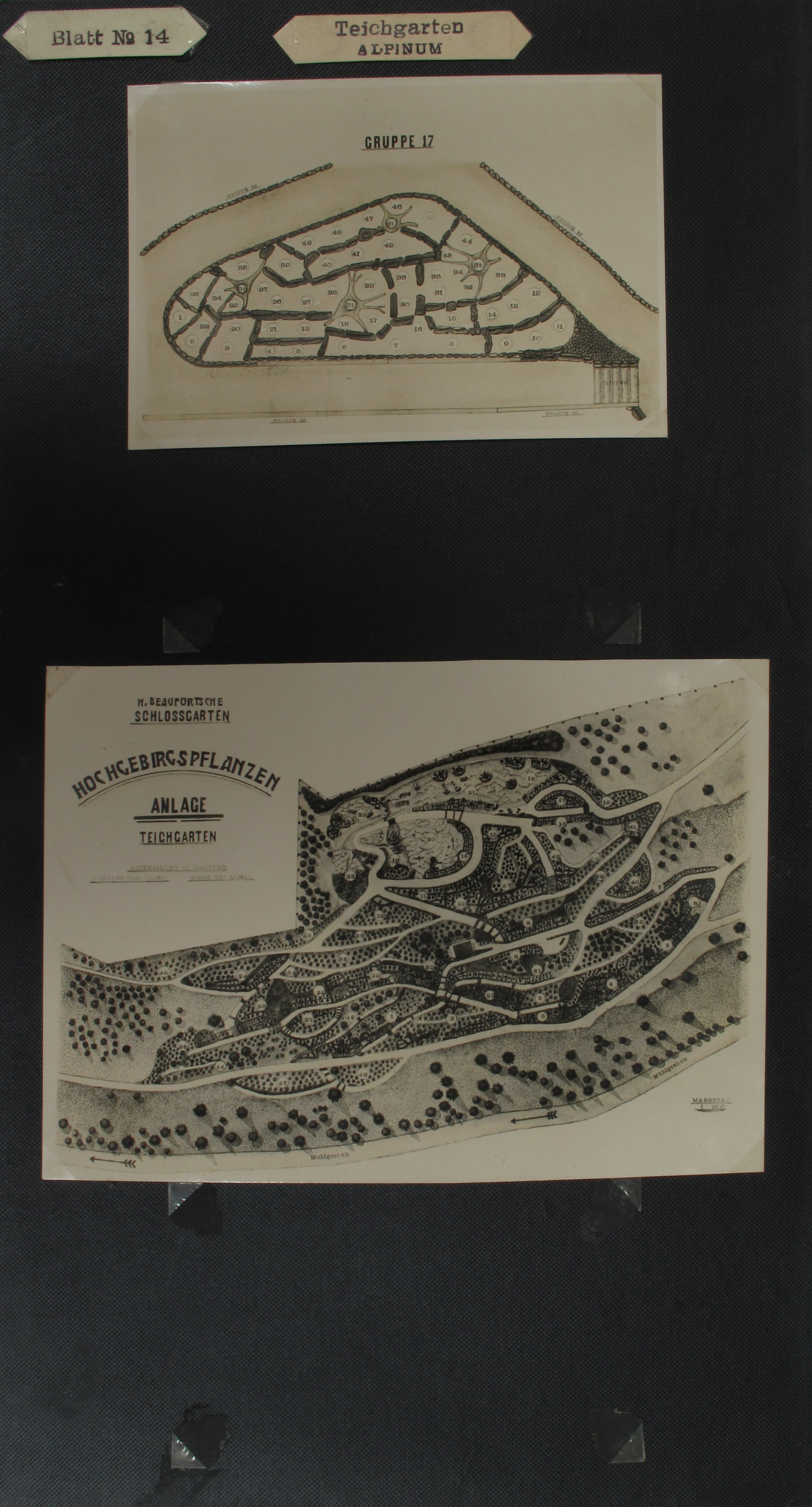
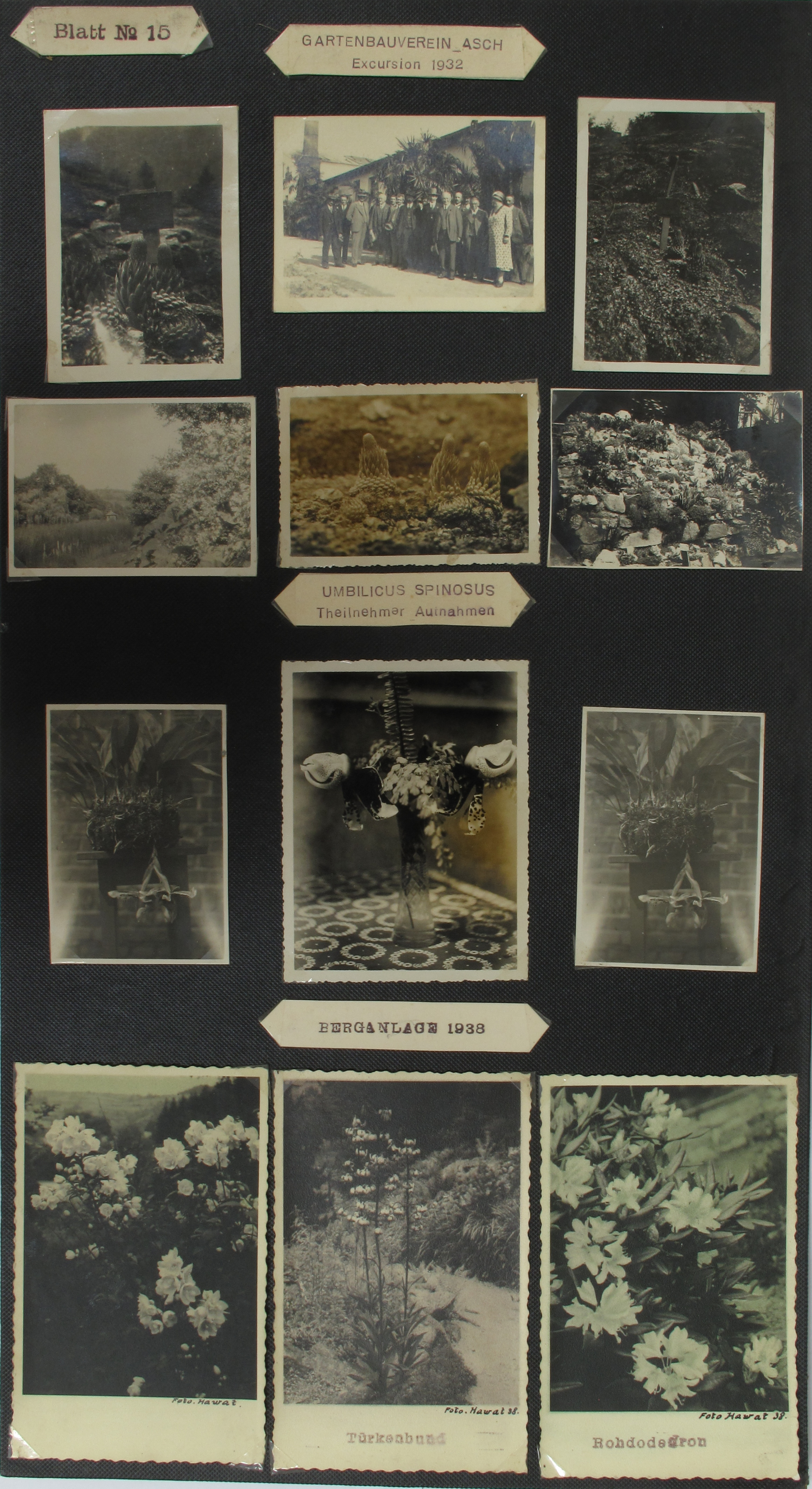
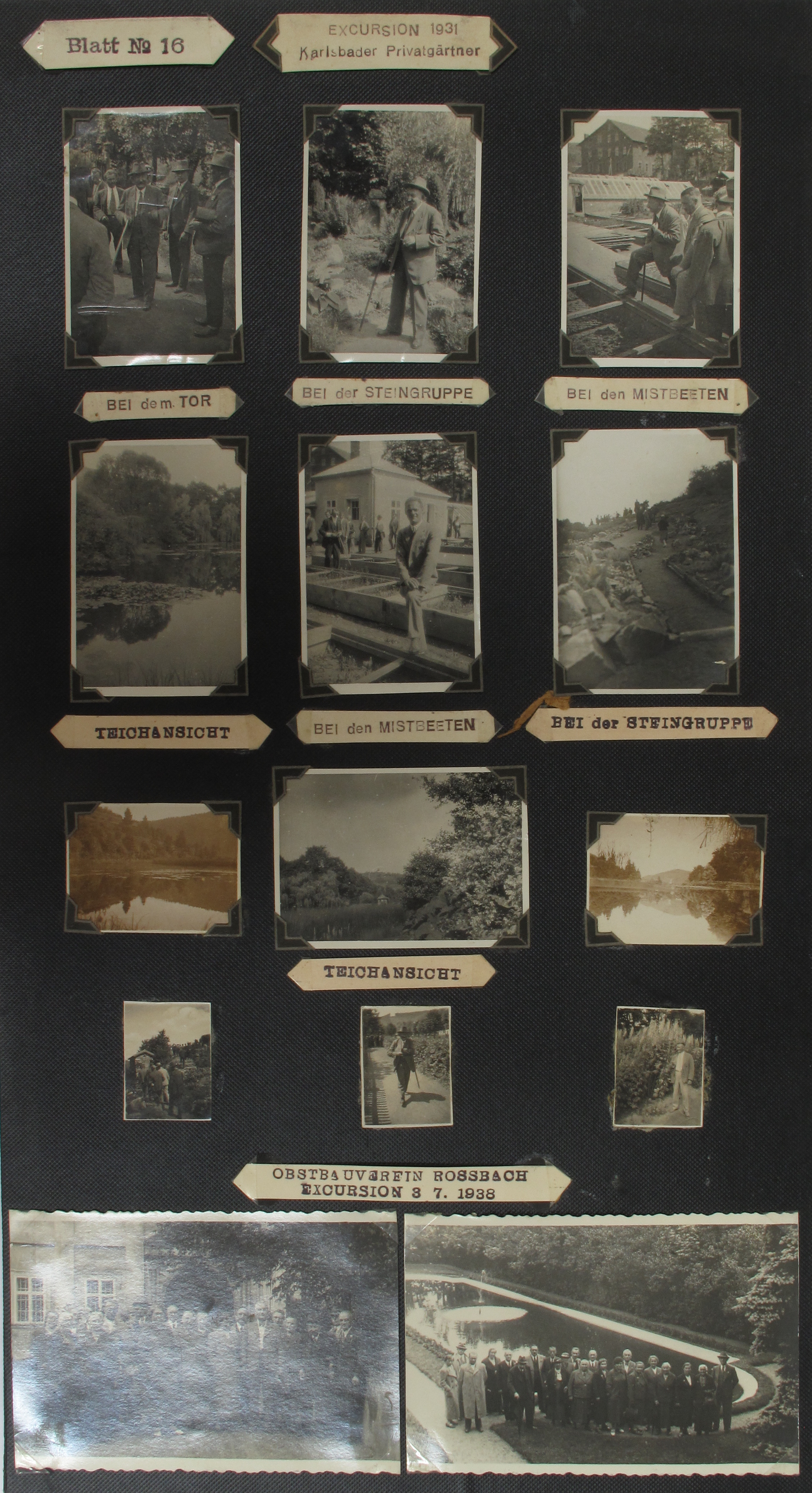
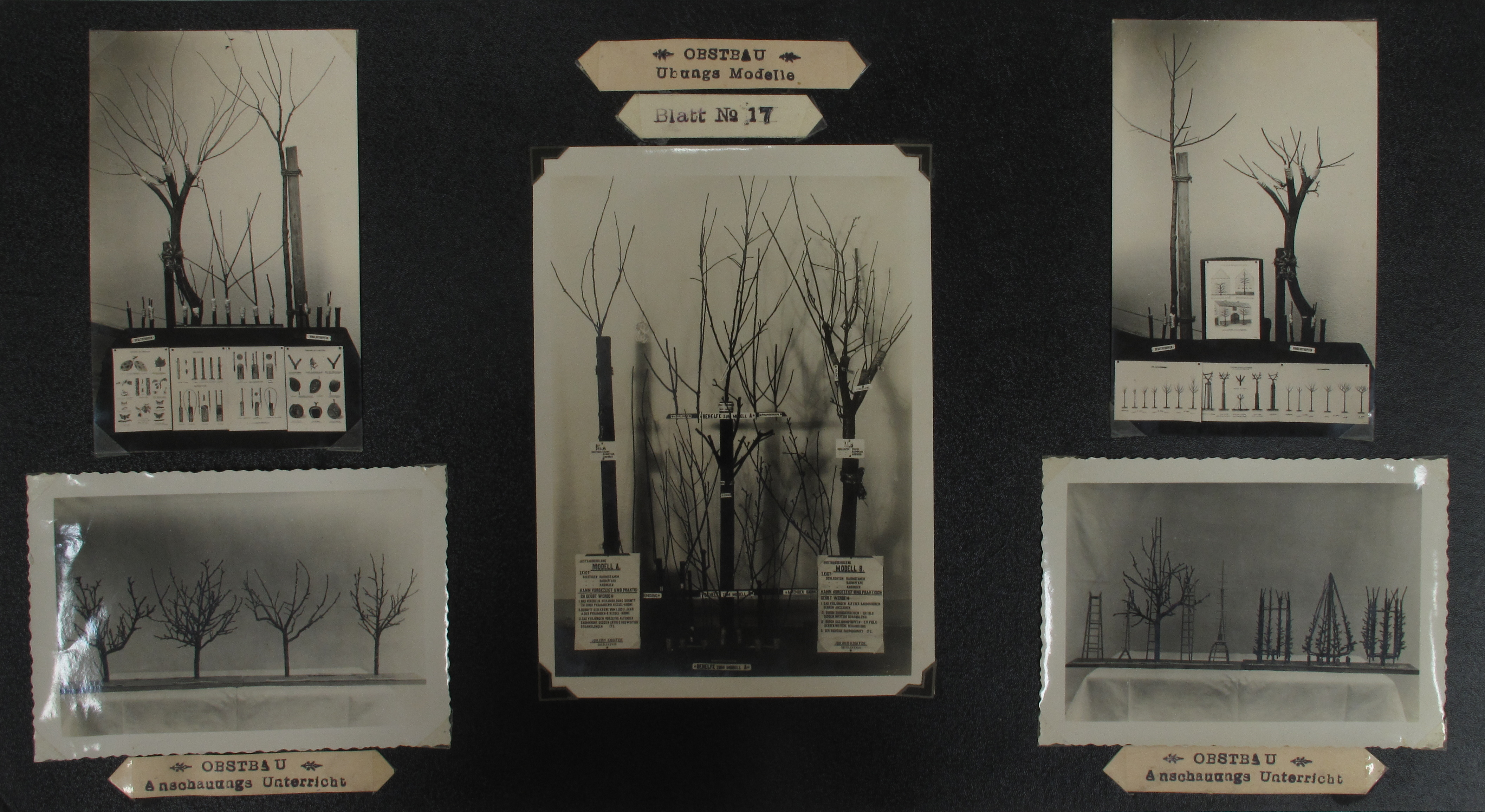
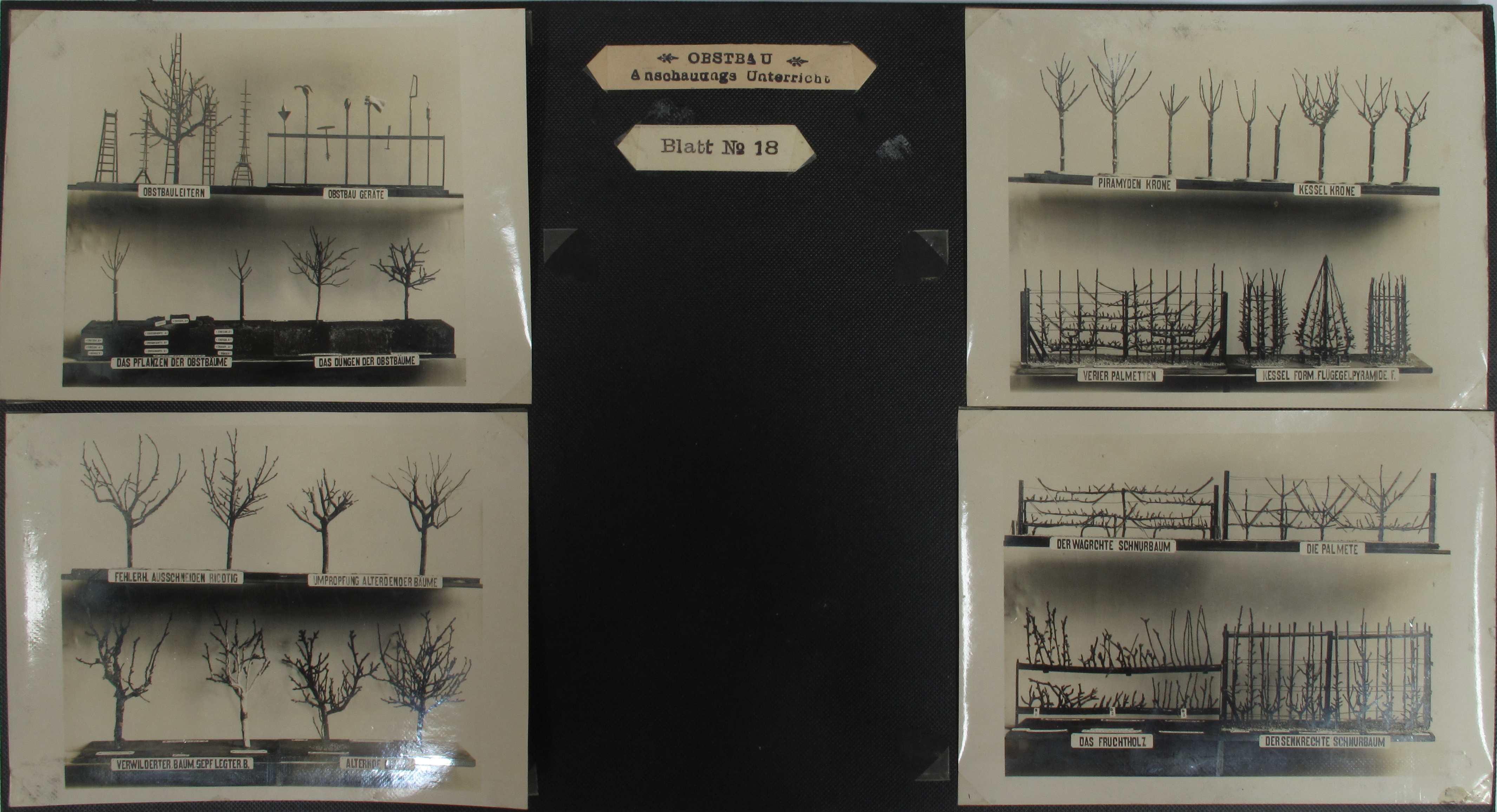
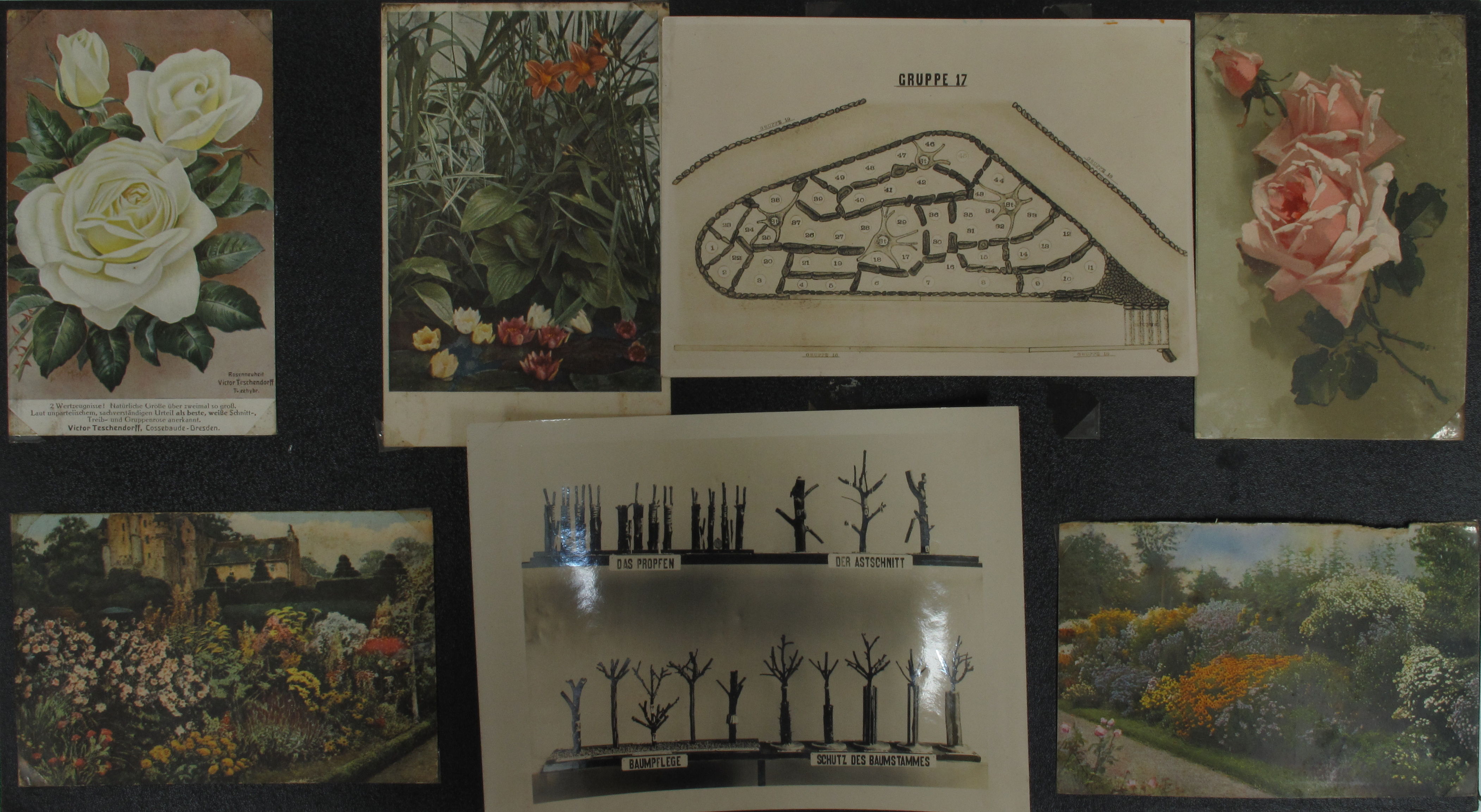

## Příklady fotografií

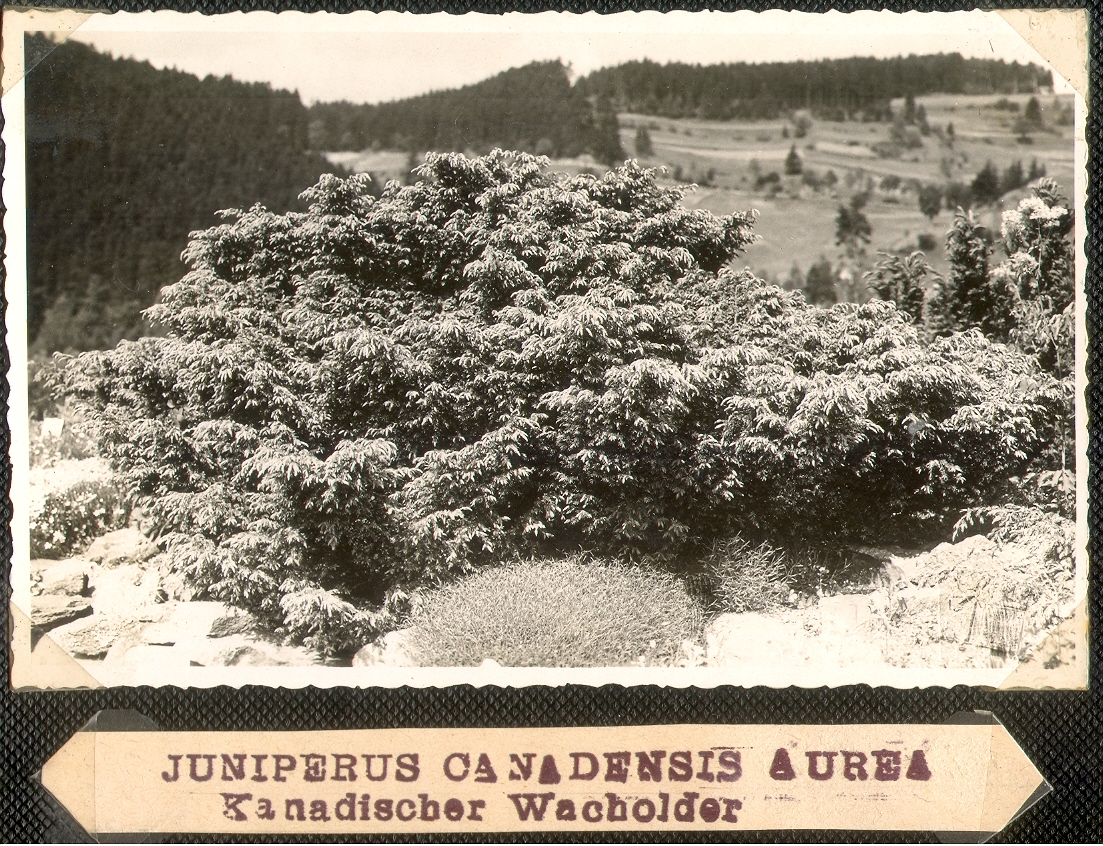
JUNIPERUS CANADENSIS AUREA (jalovec obecný)
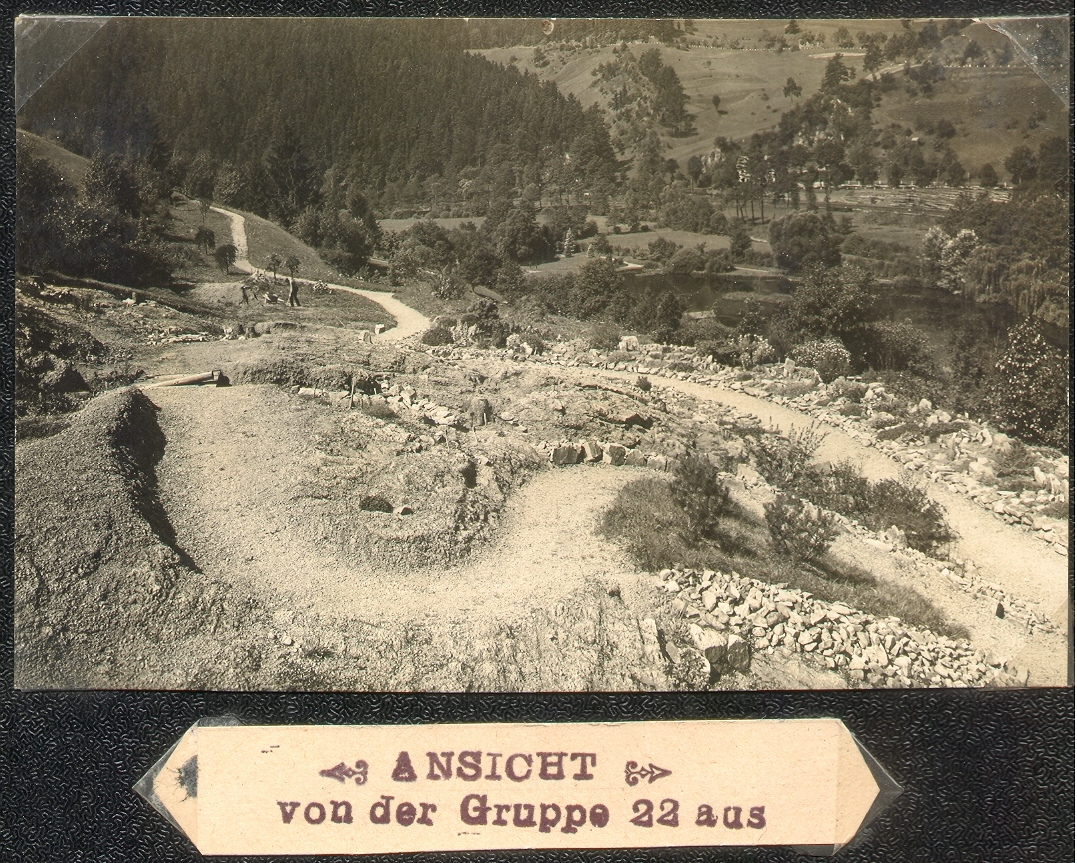
Pohled na část alpina
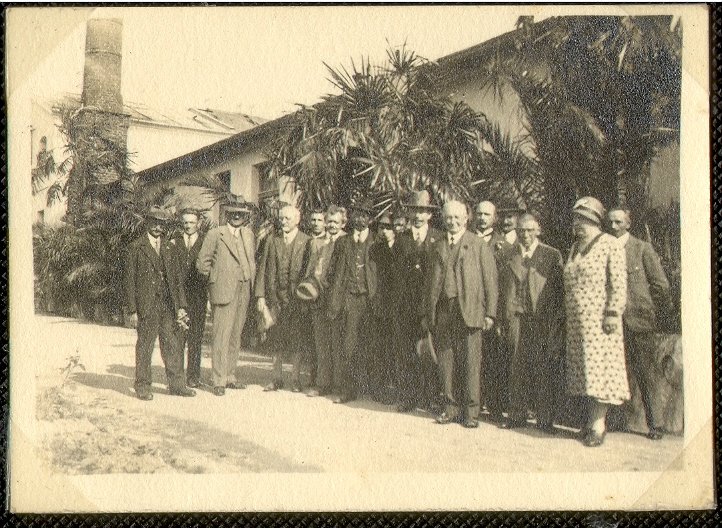
Návštěvníci zahradnictví v roce 1932
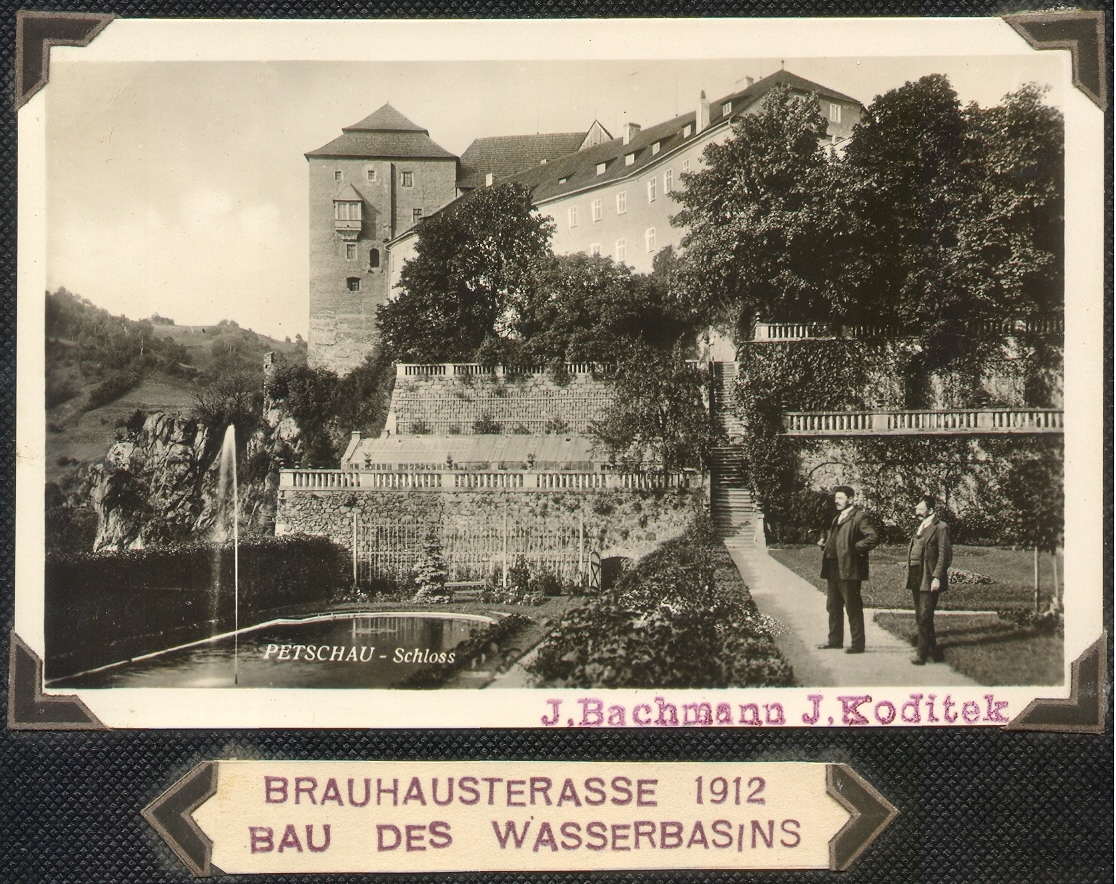
Pohled na pivovarskou terasu po vybudování vodní nádrže v roce 1912. Vpravo Johann Koditek
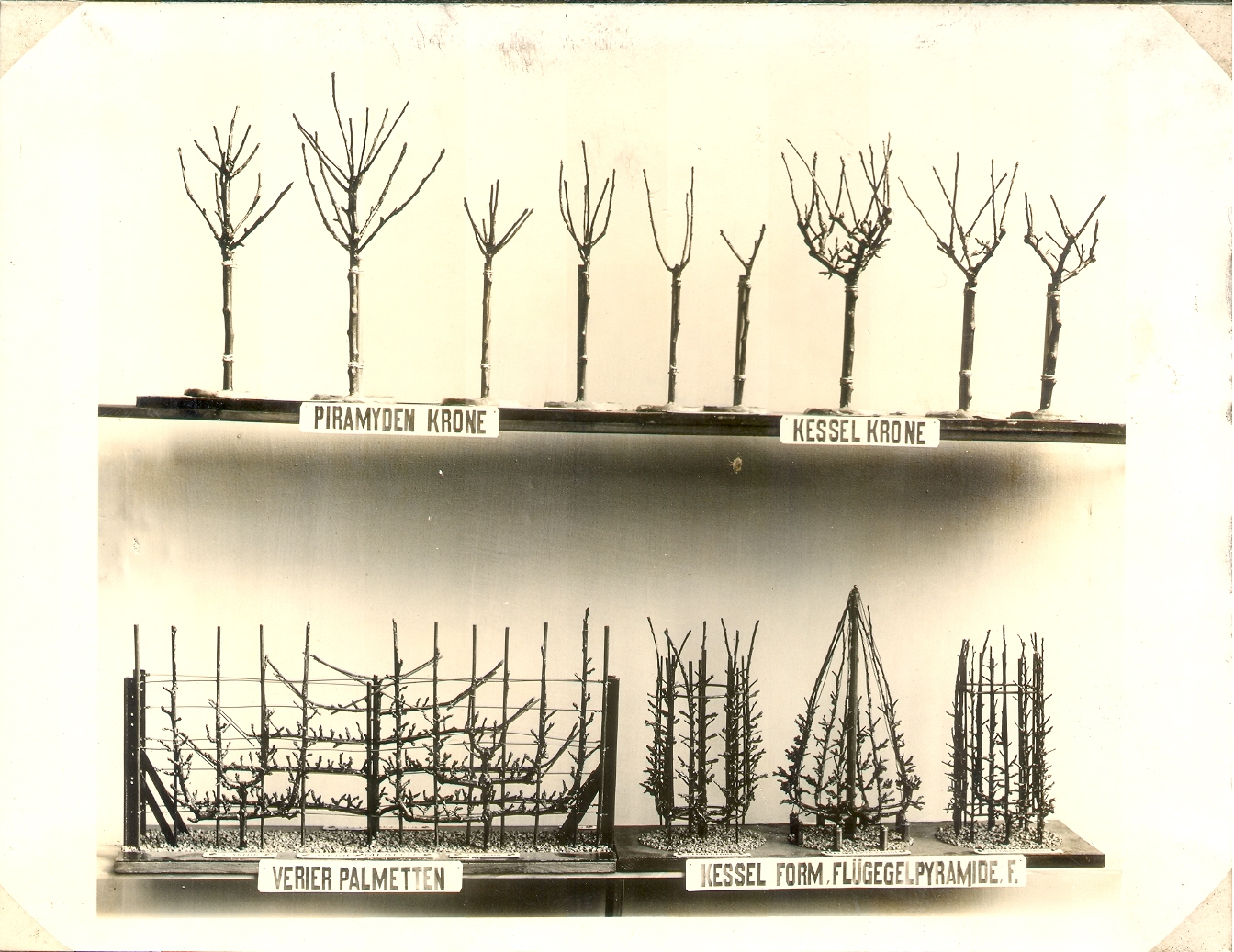
Instruktážní modely Johanna Koditka
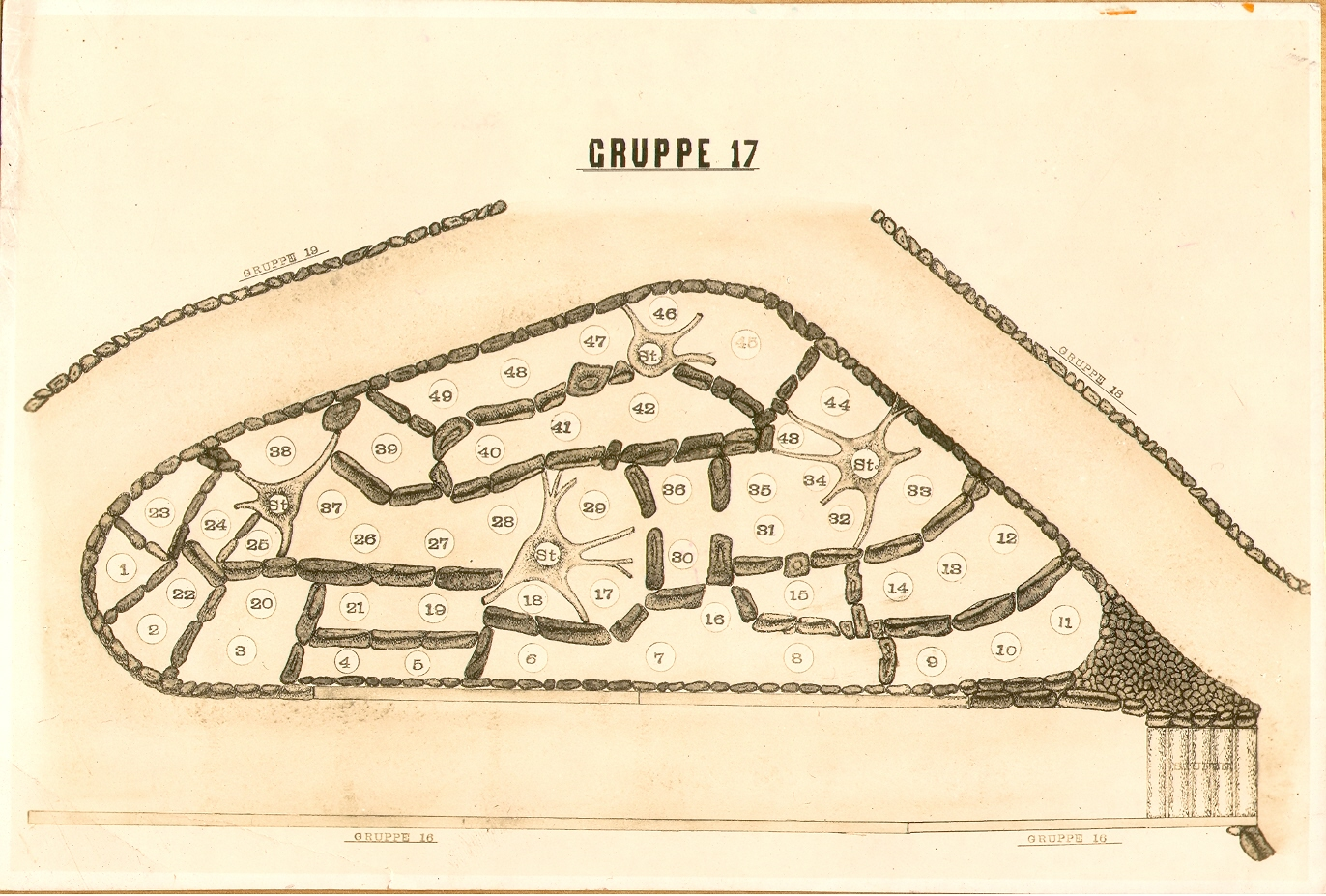
Plánek výsadby části alpina (Gruppe 17)
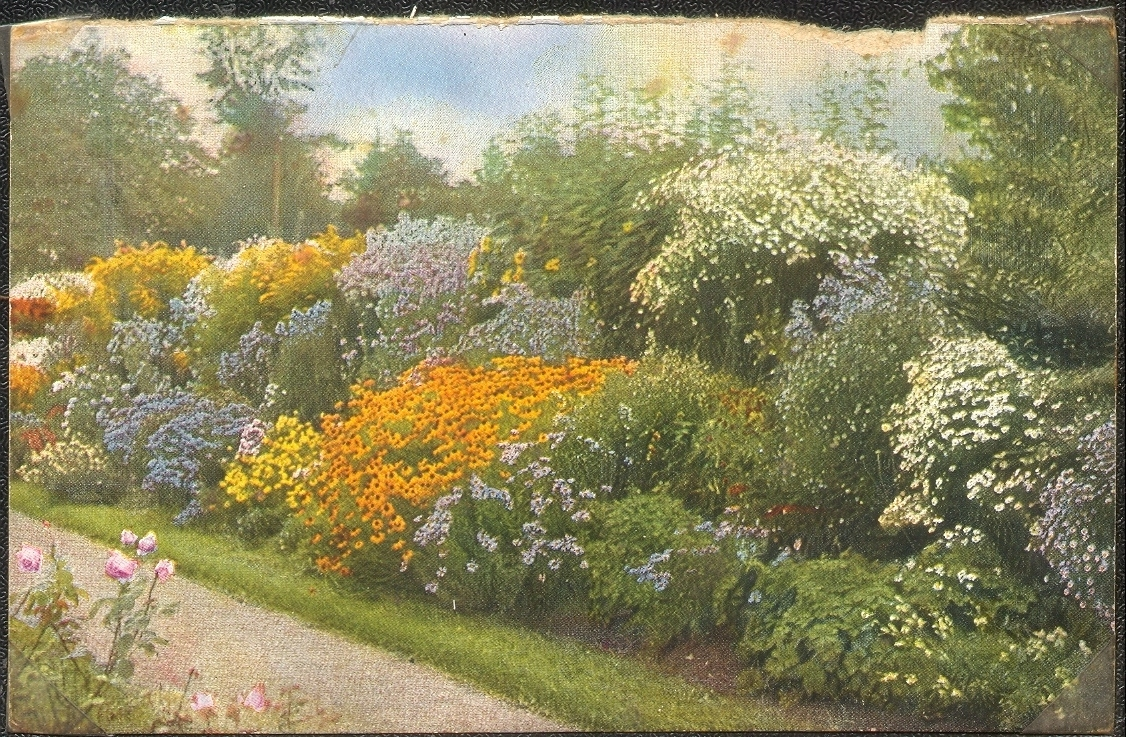
Barevná pohlednice